# Mammillaria eichlamii
Mammillaria eichlamii är en kaktusväxtart som beskrevs av Leopold Quehl. Mammillaria eichlamii ingår i släktet Mammillaria och familjen kaktusväxter. Inga underarter finns listade i Catalogue of Life.